# Đảo Mount Desert
Đảo Mount Desert (viết tắt là MDI), là hòn đảo lớn nhất ngoài khơi của Maine, về hành chính thuộc quận Hancock. Với diện tích 108 dặm vuông Anh (280 km2), đây là đảo lớn thứ sáu ở 48 tiểu bang liền nhau. Đây là đảo lớn thứ nhì miền Đông Duyên hải, sau Long Island và trước Martha's Vineyard. Theo thống kê 2010, đảo có số người định cư là 10.615, dù ước tính rằng đến hai triệu rưỡi khách du lịch đến thăm vườn quốc gia Acadia trên đảo mỗi năm. Trên đảo có nhiều "summer colony" như Northeast Harbor và Bar Harbor.

## Thị trấn và làng
Có bốn thị trấn trên đảo Mount Desert:
- Bar Harbor, bao gồm các làng Eden, Hulls Cove, Salisbury Cove, và Town Hill;
- Mount Desert, bao gồm các làng Hall's Quarry, Northeast Harbor, Otter Creek, Pretty Marsh, Seal Harbor, và Somesville;
- Southwest Harbor, bao gồm các làng Manset và Seawall;
- Tremont, bao gồm các làng Bass Harbor, Bernard, Gotts Island, Seal Cove, và West Tremont.